# Богородський Сава Йосипович
Богородський Сава Йосипович (*1804 — †1857) — український науковець-юрист, криміналіст.
Народився в Ярославській губернії.
З 1835 Богородський — професор Київського університету. Приділяв багато уваги поліпшенню викладання на юридичному факультеті університету. Богородський — автор двотомної праці «Нарис кримінального законодавства в Європі на початку 18 століття» (К., 1862), в якій відстоював ідею гласності судочинства, засуджував жорстокість феодального законодавства.